# Woodstock (Illinois)
Woodstock és una ciutat dels Estats Units a l'estat d'Illinois. Segons el cens del 2008 tenia 24.658 habitants.

## Demografia
Segons el cens del 2000, Woodstock tenia 20.151 habitants, 7.273 habitatges, i 4.843 famílies. La densitat de població era de 729,9 habitants/km².
Dels 7.273 habitatges en un 37,5% hi vivien nens de menys de 18 anys, en un 52,7% hi vivien parelles casades, en un 9,7% dones solteres, i en un 33,4% no eren unitats familiars. En el 27,3% dels habitatges hi vivien persones soles el 9,2% de les quals corresponia a persones de 65 anys o més que vivien soles. El nombre mitjà de persones vivint en cada habitatge era de 2,68 i el nombre mitjà de persones que vivien en cada família era de 3,3.
Per edats la població es repartia de la següent manera: un 27,9% tenia menys de 18 anys, un 10,2% entre 18 i 24, un 33,2% entre 25 i 44, un 18,9% de 45 a 60 i un 9,8% 65 anys o més.
L'edat mediana era de 32 anys. Per cada 100 dones de 18 o més anys hi havia 98,5 homes.
La renda mediana per habitatge era de 47.871 $ i la renda mediana per família de 54.408 $. Els homes tenien una renda mediana de 40.137 $ mentre que les dones 27.264 $. La renda per capita de la població era de 23.210 $. Aproximadament el 5,3% de les famílies i el 7,2% de la població estaven per davall del llindar de pobresa.

## Groundhog Day, 1993
Woodstock és famós per ser la localitat usada per filmar la pel·lícula de 1993  Atrapat en el temps,  protagonitzada per Bill Murray. Encara que la història està ambientada a Punxsutawney, Pennsilvània, els productors de la pel·lícula van preferir l'escenari típicament americà de la plaça de Woodstock Square i els seus voltants. Les escenes d'exterior es van rodar al centre i es poden observar cartells de negocis i botigues durant tota la pel·lícula. Moltes escenes notables es recorden amb plaques commemoratives que formen part d'una visita guiada per a turistes i entusiastes de la pel·lícula.

## Poblacions properes
El següent diagrama mostra les poblacions més properes.